# キムサウンドストーリー
『キムサウンドストーリー』とは、らGYAO!で2006年11月か配信（隔週火曜更新）している音楽アニメバラエティ番組。

## 概要
BSフジの『無意味良品』で斬新なイラストや演出から視聴者からコアな人気を得ていたキャラクターたちがGYAO!の中でキムサウンドというレコード会社を中心に展開する。社長はキムスネイク。実在のタレントが、木村タカヒロによってコラージュアニメ化されている。

## 声の出演者
- キムスネイク社長 - 正体不明
- トム - ブラザートム
- トクマ - 西岡徳馬
- イツジ - 板尾創路
- リンダ - 廣田由佳
- マミ - 塩湯真弓
- ファンキー - tora
- ジョージ - 秋山 想
- レイコ - 土岐田麗子
- マック - 米山範彦

## 主題歌（エンディングテーマ）
- イミナイアイノウタ〜愛がありゃオーライ〜
  - TOM&TOKUMA featuring LINDA
  - 作詞：井上晃一 / 作編曲：早川大地
- FOMAN902iX HIGH-SPEEDでこの曲が限定配信された。

## 放送リスト
- 第1話 「セミとドンペリ」
- 第2話 「カリシューム」
- 第3話 「マブい翔太」
- 第4話 「メレンゲの女」
- 第5話 「木彫りの女神」
- 第6話 「ロケンロー! 前編」
- 第7話 「ロケンロー! 後編」